# 异型菊属
异型菊属（学名：Leibnitzia）是菊科下的一个属。该属共有5种，分布于亚洲和美洲。